# Friuli Grave Verduzzo Friulano frizzante
Il Friuli Grave Verduzzo Friulano frizzante est un vin effervescent italien de la région Frioul-Vénétie Julienne doté d'une appellation DOC depuis le 1er octobre 1985. Seuls ont droit à la DOC les vins blancs récoltés à l'intérieur de l'aire de production définie par le décret.

## Caractéristiques organoleptiques
- couleur : jaune paille à jaune doré
- odeur : caractéristique,
- saveur : sèche à douce suivant le type de vin, parfois vive

Le  Friuli Grave Verduzzo Friulano frizzante se déguste à une température comprise entre 7 et 9 °C. Il se boit jeune.

## Production
Province, saison, volume en hectolitres :
- pas de données disponibles